# タイムズスクウェア (広州)
タイムズスクウェア（；英語: Times Square）は、中国広東省広州市天河区にある大型ショッピングセンターである。1999年に落成。天河城と正佳プラザと並ぶ天河区の三大ショッピングセンターの1つである。